# Renate Kieninger
Renate Kieninger (* 2. April 1954) ist eine ehemalige deutsche Langstreckenläuferin.
Dreimal startete sie bei den Weltmeisterschaften im Crosslauf: 1974 in Monza kam sie auf Platz 56, 1977 in Düsseldorf auf Platz 41 und 1978 in Glasgow auf Platz 33. Bei den Deutschen Crosslauf-Meisterschaften wurde sie auf der Langstrecke 1976, 1977, 1978 sowie 1983 Dritte und 1984 Zweite.
1974 startete sie auf Einladung von Ernst van Aaken beim Boston-Marathon und wurde Siebte in 3:08:45 h. Zum Abschluss ihrer leistungssportlichen Karriere gewann sie 1984 die Premiere des Wiener Frühlingsmarathons.
Renate Kieninger startete bis 1974 für den TV St. Georgen, von 1975 bis 1981 für die LG Offenburg und danach für den VfL Sindelfingen.

## Persönliche Bestzeiten
- 1500 m: 4:25,4 min, 6. August 1977, Hamburg
- 3000 m: 9:22,8 min, 2. Juni 1979, Ludwigshafen am Rhein
- 5000 m: 16:19,1 min, 6. Juli 1977, Ingelheim am Rhein
- 10.000 m: 36:14,2 min, 1. Mai 1984, Heddesheim
- Marathon: 2:47:40 h, 25. März 1984, Wien